# Pomatoschistus marmoratus
Pomatoschistus marmoratus es una especie de peces de la familia de los Gobiidae en el orden de los Perciformes.

## Morfología
Los machos pueden llegar a alcanzar los 8 cm de longitud total.

## Distribución geográfica
Se encuentra desde la península ibérica hasta el mar Cantábrico, el Mar Mediterráneo, Mar Menor, el Mar Negro, el Mar de Azov y el  Canal de Suez.

## Observaciones
Es inofensivo para los humanos.